# Jerónima de la Fuente
Jerónima de la Fuente, en religió Jerònima de l'Assumpció (Toledo, Castella-La Manxa, 9 de maig de 1555 – Manila, Filipines, 22 d'octubre de 1630) fou una monja clarissa castellana, fundadora de la primera comunitat monàstica catòlica al Llunyà Orient, a les Filipines. Ha estat proclamada venerable per l'Església catòlica, i el seu procés de beatificació està en marxa.

## Biografia
Jerónima de la Fuente nasqué a Toledo, filla de Pedro García Yáñez i Catalina de la Fuente, de família noble. Passà la infantesa a Toledo i als catorze anys conegué Teresa de Jesús: aquesta trobada i la lectura de la vida de Santa Clara d'Assís la decidí a seguir la vida religiosa. Ingressà al convent de clarisses de Santa Isabel de los Reyes (Toledo) el 15 d'agost de 1570, com ja havien fet feia temps dues ties seves. Hi fou mestra de novícies en algunes ocasions.
Jerónima manifestà la intenció d'establir un monestir de clarisses a les colònies de les Filipines, a Manila. El 21 d'octubre de 1619 va rebre l'aprovació per viatjar-hi i fer la fundació, amb l'ajut del franciscà José de Santa Maria, que s'ocupà dels tràmits i permisos reials. Començà el viatge l'abril de 1620, amb sis clarisses més, quan ja tenia 66 anys. Anà de Toledo a Sevilla, on s'afegiren dues monges més, i d'allí a Cadis, on embarcaren; en acabar el setembre arribaren a la Nova Espanya, i passaren sis mesos a Ciudad de México, on novament s'afegiren dues monges a l'expedició.
El Dimecres de Cendra de 1621, el grup marxà i arribà caminant a Acapulco, i el 21 d'abril de 1621 embarcaren rumb a les Filipines. Una de les monges morí al vaixell, el galeó San Andrés, i la resta arribà a Bolinao (Pangasinan, Filipines) el 24 de juliol de 1621. Arribaren a Intramuros, centre de la Manila d'aquell temps, el 5 d'agost. Jerónima hi fundà el monestir de Santa Clara.
La mare Jerónima estava malalta des dels 45 anys; el setembre de 1630 s'agreujà i morí el 22 d'octubre del mateix any, als 75. Deixà una bona quantitat de textos de caràcter místic, a més de poesies religioses.

## Veneració
Fou sebollida a un mur del monestir d'Intramuros, però fou traslladada diversos cops (1670, 1712, 1763, quan el cos fou portat a San Francisco d'Intramuros, 1765, quan torna a Santa Clara) fins que els anys cinquanta del segle xx les restes foren dipositades al nou monestir de clarisses de Quezon.
Fou tinguda per una de les presones més venerades pels catòlics filipins, i ja en 1630 es començaren els tràmits per a la seva beatificació. En 1734, la Santa Seu decretà la validesa de la causa de beatificació.
Mentre fou a Sevilla, la mare Jerónima fou retratada per Diego Velázquez, dreta i amb l'hàbit de clarissa, amb un crucifix a la mà i una inscripció. Es conserven dues versions idèntiques del quadre, les dues de mà de Velázquez, una al Museo del Prado i una altra en una col·lecció particular de Madrid.